# Drijvende kerncentrale

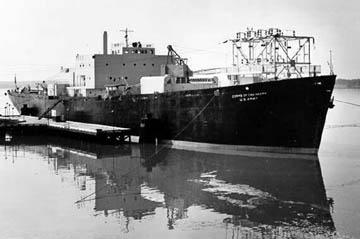
De eerste drijvende kerncentrale was de MH-1A, begin jaren 1960 gebouwd voor het Amerikaanse leger. Het schip diende als energiecentrale van de Panamakanaalzone.

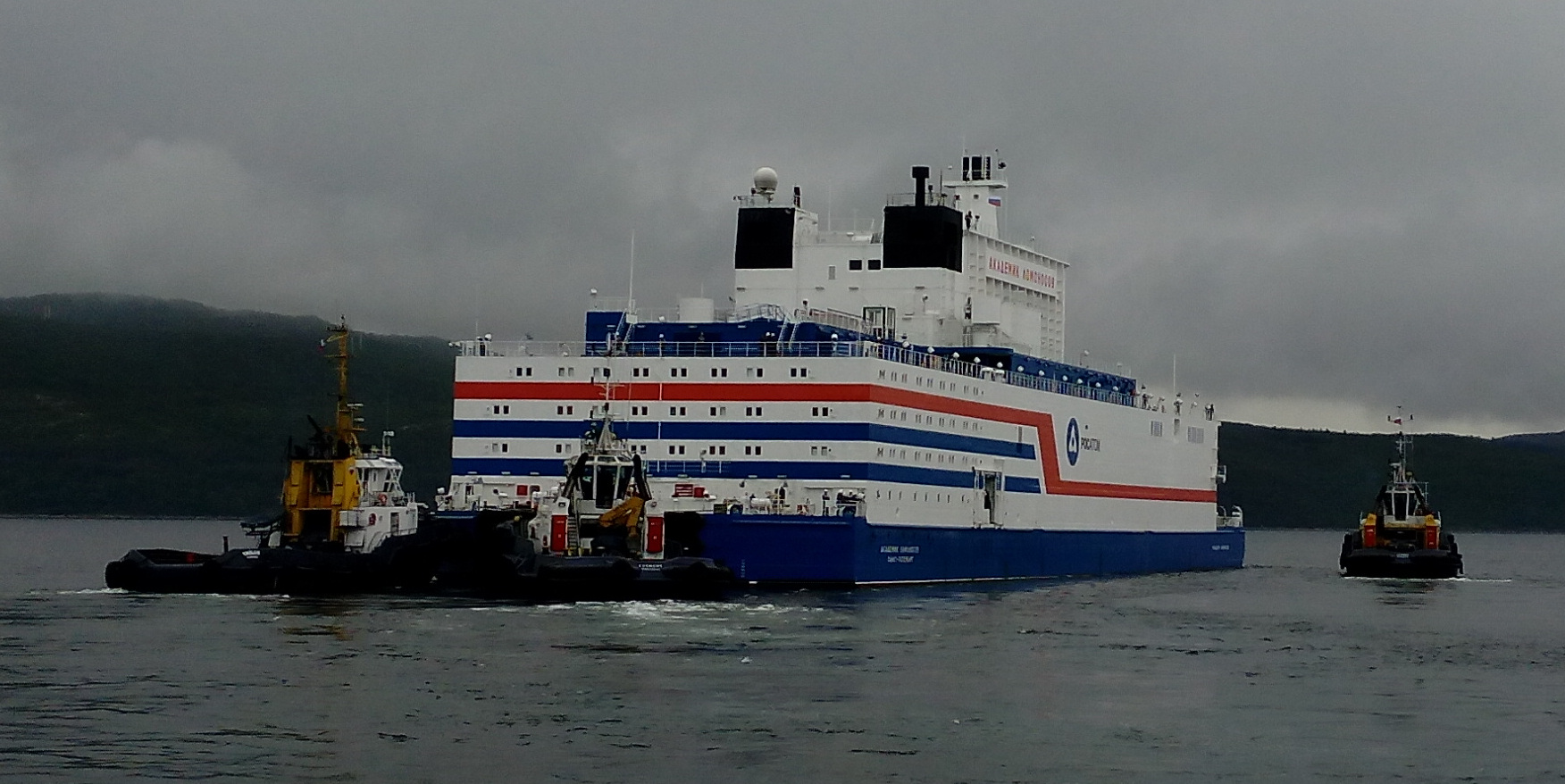
De Russische Akademik Lomonosov.

Een drijvende kerncentrale is een kleine kerncentrale aan boord van een schip die als mobiele energiecentrale dient. Tussen 1967 en 1975 was de SS Sturgis, uitgerust met een MH-1A-kernreactor, actief in de Panamakanaalzone. 
In december 2019 is een nieuw type drijvende kerncentrale, de Akademik Lomonosov in Rusland aangesloten op het net.

## Amerikaanse MH-1A
De eerste drijvende kerncentrale was de Sturgis MH-1A, begin jaren 1960 gebouwd voor het Amerikaanse leger.
De SS Sturgis was een Liberty schip gebouwd tijdens de Tweede Wereldoorlog. Bij de tewaterlating kreeg het de naam SS Charles H. Cuglewerd. In de jaren zestig werd het omgebouwd tot 's werelds eerste drijvende kerncentrale, uitgerust met een Sturgis MH-1A-kernreactor.  Het schip diende als energiecentrale van de Amerikaanse Panamakanaalzone tussen 1968 en 1975. In 1976 werd de reactor buiten bedrijf gesteld en het schip werd opgelegd. In 2015 werd ze naar Galveston gesleept voor ontmanteling en sloop. De ontmanteling van de gedeactiveerde kernreactor duurde zo'n drie jaar. Vervolgens vertrok ze naar Brownsville voor de rest van de sloopwerkzaamheden.

## Rusland
De Russische drijvende kerncentrale wordt door Rosenergoatom en het Federaal Agentschap voor Kernenergie (Minatom) gezien als een oplossing voor de levering van energie aan afgelegen gebieden in het arctisch gebied van Rusland en als een mogelijkheid voor het ontzilten van zeewater voor de drinkwatervoorziening, als hulp bij noodsituaties in rampgebieden en voor tijdelijke grote bouwprojecten.
De 1 of meerdere KLT-40-reactoren op de drijvende kerncentrales moeten net als de atoomijsbrekers, die in het verleden soms werden ingezet voor de stroomvoorziening voor afgelegen plaatsen aan zee, op zwaar verrijkt uranium werken.
In 1997 werd aangekondigd dat de haven van Pevek in het noordoostelijke Tsjoekotka een drijvende kerncentrale zou krijgen, ter vervanging van de kerncentrale Bilibino, waarvan de reactoren tegen het einde van hun technische levensduur zouden aanlopen in 2007. Dit project werd in 2001 stopgezet, volgens de autoriteiten tijdelijk, totdat de regio in staat zou zijn om de energie te betalen. De bouw van de eerste drijvende kerncentrale begon op 15 april 2007. Op 29 maart 2018 verliet het eerste schip (de Akademik Lomonosov) de haven van Sint-Petersburg op weg naar Moermansk, om vandaar naar Pevek te varen. Op 19 december 2019 is de Akademik Lomonosov op het net aangesloten en is de levering van elektriciteit aangevangen.
In 2001 werden plannen bekendgemaakt voor elf drijvende kerncentrales in de volgende havens:
- Severodvinsk (oblast Archangelsk, Europees Rusland);
- Viljoetsjinsk (in de Avatsjabaai, kraj Kamtsjatka, RVO);
- Sovjetskaja gavan (kraj Chabarovsk, RVO);
- Nachodka (kraj Primorje, RVO);
- Roednaja Pristan (kraj Primorje, RVO);
- Nikolajevsk aan de Amoer (aan de monding van de Amoer, kraj Chabarovsk, RVO);
- Olga (kraj Primorje, RVO)
- Doedinka (aan de monding van de Jenisej, vm. autonoom district Tajmyr, kraj Krasnojarsk, Noord-Siberië)
- Onega (oblast Archangelsk, Europees Rusland)
- Toeroechansk - op de locatie van de waterkrachtcentrale (aan de Jenisej, kraj Krasnojarsk, Midden-Siberië)

De eerste drijvende kerncentrale werd in 2019 in gebruik genomen in de Russische marinehaven Severodvinsk voor de energievoorziening van de scheepswerven van Sevmasj, dat was tien jaar later dan gepland. Deze kerncentrale is een van de twee die gepland zijn voor de haven. De kosten voor beide kerncentrales zijn geraamd op 100 tot 120 miljoen dollar. Andere kerncentrales kunnen duurder uitvallen door hogere constructiekosten in andere havens en doordat sommige plaatsen erg afgelegen liggen, waardoor de transportkosten hoger uitvallen. Aan het type wordt door Russische overheidsfunctionarissen een groot exportpotentieel toegedacht.

## Bezwaren
Door natuurbeschermers wordt de angst geuit dat de kerncentrales een makkelijk doelwit kunnen worden van terroristische aanslagen. Ook wordt door hen gevreesd voor de vervuiling van de kwetsbare Noordelijke IJszee als gevolg van mogelijke toekomstige ongelukken. Volgens Charles Digges van de Noorse natuurbeschermingsorganisatie Bellona Foundation, is er het gevaar dat de kerncentrales zullen zinken, of dat er iets met de kerncentrales kan gebeuren bij het vervoer over water van de werf naar de uiteindelijke ligplaats. Door minister Sergej Kirienko werden deze bezwaren echter afgedaan met de verklaring dat Rusland meer ervaring heeft met het bouwen van kerncentrales dan welk land dan ook.